# نات لوف
نات لوف (بالإنجليزية: Nat Love)‏ هو راعي البقر أمريكي، ولد في 1854 في مقاطعة ديفيدسون في الولايات المتحدة، وتوفي في 1921 في لوس أنجلوس في الولايات المتحدة.